# Kanton Vilvoorde
Kanton Vilvoorde is een kanton in de Belgische provincie Vlaams-Brabant en het arrondissement Halle-Vilvoorde. Het is de bestuurslaag boven die van de desbetreffende gemeenten, tevens is het een gerechtelijk niveau waarbinnen een vredegerecht georganiseerd wordt dat bevoegd is voor de deelnemende gemeenten. Beide types kanton beslaan niet noodzakelijk hetzelfde territorium.

## Gerechtelijk kanton Vilvoorde
Vilvoorde is een gerechtelijk kanton met zetel in Vilvoorde dat een vredegerecht inricht en gelegen is in het gerechtelijk arrondissement Brussel.
Dit gerechtelijk kanton is bevoegd voor de stad Vilvoorde en de gemeenten Kampenhout en Machelen en Zemst.
De vrederechter is bevoegd bij gezinsconflicten, onderhoudsgeschillen, voogdij, voorlopige bewindvoering, mede-eigendommen, appartementseigendom, burenhinder ...

## Kieskanton Vilvoorde
Het kieskanton Vilvoorde ligt in het provinciedistrict Vilvoorde, het kiesarrondissement Halle-Vilvoorde en de kieskring Vlaams-Brabant. Het omvat de gemeenten Kampenhout, Machelen, Vilvoorde en Zemst en bestaat uit 71 stembureaus.
Verschillende deelgemeenten van eenzelfde gemeente behoorden tot 1 januari 1995 (oprichting van de provincie Vlaams-Brabant) tot verschillende kieskantons waarvan een aantal in een kanton dat ook deels in het arrondissement Brussel-Hoofdstad gelegen was. Het gaat om: 
- Diegem, Nederokkerzeel (kanton Schaarbeek)

### Structuur
| Vilvoorde        | Vilvoorde        | Supranationaal         | Nationaal                         | Nationaal                | Gemeenschap              | Gewest                   | Provincie                | Arrondissement  | Provinciedistrict | Kanton          | Gemeente                                 | District         |
| ---------------- | ---------------- | ---------------------- | --------------------------------- | ------------------------ | ------------------------ | ------------------------ | ------------------------ | --------------- | ----------------- | --------------- | ---------------------------------------- | ---------------- |
| Administratief   | Niveau           | Europese Unie          | België                            | België                   | Vlaanderen               | Vlaanderen               | Vlaams-Brabant           | Halle-Vilvoorde | Halle-Vilvoorde   | Halle-Vilvoorde | Kampenhout, Machelen, Vilvoorde en Zemst | -                |
| Administratief   | Bestuur          | Europese Commissie     | Belgische regering                | Belgische regering       | Vlaamse regering         | Vlaamse regering         | Deputatie                | Deputatie       | Deputatie         | Deputatie       | Gemeentebestuur                          | Districtscollege |
| Administratief   | Raad             | Europees Parlement     | Kamer van volksvertegenwoordigers | Vlaams Parlement         | Vlaams Parlement         | Vlaams Parlement         | Provincieraad            | Provincieraad   | Provincieraad     | Provincieraad   | Gemeenteraad                             | Districtsraad    |
| Kiesomschrijving | Kiesomschrijving | Nederlands Kiescollege | Kieskring Vlaams-Brabant          | Kieskring Vlaams-Brabant | Kieskring Vlaams-Brabant | Kieskring Vlaams-Brabant | Kieskring Vlaams-Brabant | Halle-Vilvoorde | Vilvoorde         | Vilvoorde       | Kampenhout, Machelen, Vilvoorde en Zemst | -                |
| Verkiezing       | Verkiezing       | Europese               | Federale                          | Federale                 | Vlaamse                  | Vlaamse                  | Provincieraads-          | Provincieraads- | Provincieraads-   | Provincieraads- | Gemeenteraads-                           | Districtsraads-  |